# Ronald Stein
Ronald Stein  (* 12. April 1930 in St. Louis, Vereinigte Staaten; † 15. August 1988 in Los Angeles, Vereinigte Staaten) war ein US-amerikanischer Komponist und Filmkomponist.

## Leben und Wirken
Stein erhielt seine berufliche Ausbildung Ende der 1940er, Anfang der 1950er Jahre sukzessive an der University of Washington, der Yale School of Music und der University of Southern California. Seine ersten Jobs erhielt er als Assistent des musikalischen Leiters der Oper seiner Heimatstadt St. Louis. Nach seinem Militärdienst 1952 bis 1954 kehrte Stein nach St. Louis heim und wirkte 1955 als Pianist am hiesigen Sinfonieorchester. Noch im selben Jahr ging er nach Los Angeles, wo ihn Roger Corman bzw. die Filmgesellschaft American International Pictures (AIP) als musikalischen Leiter ihrer B-Filmproduktionen einstellte. Diesen Job behielt Ronald Stein bis 1959 und begann zeitgleich Filmmusiken zu einer Fülle von Corman-Inszenierungen und AIP-Produktionen zu schreiben. Mehrfach kam es zu Zusammenarbeiten mit dem AIP-Kollegen Les Baxter, obwohl sich die beiden Hauskomponisten dieser Firma laut Baxters Aussage niemals persönlich begegnet sein sollen.
Bis 1968 trat Ronald Stein als Komponist der Musiken zu zahlreichen von Roger Corman produzierten B-Pictures in Erscheinung. Zeitgleich und unmittelbar danach war er auch für Vertreter des New Hollywood-Kinos, darunter Peter Bogdanovich (dessen Debütfilm Bewegliche Ziele) und Francis Ford Coppola (Dementia 13, Liebe niemals einen Fremden) tätig und zeichnete 1964 als Produktionsleiter des nie veröffentlichten Nudistenfilms The Parisienne and the Prudes verantwortlich. Nach 1970 wirkte Ronald Stein auch als Musikproduzent. In den 1980er Jahren lehrte er an der University of Colorado in Denver. Stein hat auch jenseits des Films komponiert, sein Lied Go Home Pigs wurde 1999 von Eminem bei Guilty Conscience gesampelt.

## Filmografie (Auswahl)
- 1955: Heiße Colts und schnelle Pferde (Apache Woman)
- 1955: Die letzten Sieben (The Day the World Ended)
- 1956: Sonntag sollst du sterben (Gunslinger)
- 1956: Einer schoss schneller (The Oklahoma Woman)
- 1956: It Conquered the World
- 1956: Kampf der Hyänen (Girls in Prison)
- 1956: Gesandter des Grauens (Not of This Earth)
- 1957: Attack of the Crab Monsters
- 1957: Aufruhr im Mädchenwohnheim (Sorority Girl)
- 1957: Mannstoll und gefährlich (Reform School Girl)
- 1957: Dragstrip Girl
- 1957: Invasion of the Saucer Men
- 1958: Die Höllenkatze (The Bonnie Parker Story)
- 1958: Todesfalle Pazifik (Suicide Battalion)
- 1958: Kampfgeschwader Totenkopf (Jet Attack)
- 1958: Attack of the 50 Foot Woman
- 1958: Der Fallschirmjäger (Paratroop Command)
- 1958: Panzerkommando (Tank Commandos)
- 1959: Keine Gnade für Tom Dooley (The Legend of Tom Dooley)
- 1959: Ghost of Dragstrip Hollow
- 1960: Die Sünde lockt (Too Soon to Love)
- 1960: Mördersaurier (Dinosaurus!)
- 1960: Raymie
- 1960: Kleiner Laden voller Schrecken (The Little Shop of Horrors)
- 1961: Atlas
- 1961: Marschbefehl zur Hölle (War is Hell)
- 1961: Lebendig begraben (Premature Burial)
- 1962: Journey to the Seventh Planet
- 1962: Die Strolche von Mexiko (Dime with a Halo)
- 1962: The Terror – Schloß des Schreckens (The Terror)
- 1962: Ohne Moral (Of Love and Desire)
- 1962: Stahlhagel (The Young and the Brave)
- 1962: Dementia 13
- 1963: Die Folterkammer des Hexenjägers (The Haunted Palace)
- 1964: Der schnellste Colt von River-Falls (Requiem for a Gunfighter)
- 1965: Colorado-Saloon 12 Uhr 10 (The Bounty Killer)
- 1965: Voyage to the Prehistoric Planet
- 1966: Blood Bath
- 1967: Spider Baby (Spider Baby or The Maddest Story Ever Told)
- 1967: Psych-Out
- 1968: Bewegliche Ziele (Targets)
- 1969: Liebe niemals einen Fremden (The Rain People)
- 1969: Getting Straight
- 1975: Helden sterben jung (Prisoners)
- 1977: Ghost Killer
- 1984: Frankenstein’s Great Aunt Tillie
- 1985: Age of Consent